# خالد مردم بك
خالد مردم بك مبرمج سوري ولد في 19 مارس 1968. هو مبتكر برنامج إم آي آر سي، البرنامج الشهير لقنوات الآي آر سي لنظام التشغيل ويندوز. ولد في عمان في الأردن. من أب سوري وأم فلسطينية، وهو مقيم حاليًا في لندن.